# 菏泽专区
菏泽专区，中华人民共和国山东省已撤消的专区，在今山东省西南部。
1949年置，属平原省，专员公署驻菏泽县（今菏泽市）。辖菏泽、定陶、曹县、东明、南旺、梁山、郸城、鄄城8县及菏泽城关区。
1950年，撤销菏泽城关区，改设为镇。1952年，菏泽专区划归山东省。同年，湖西专区撤销，所辖单县、复程、金乡、鱼台、城武、巨野、嘉祥7县划入菏泽专区；东明县划归河南省郑州专区。
1953年，撤销南旺县，并入嘉祥、梁山2县；鱼台、金乡、嘉祥3县划归济宁专区。1956年，撤销复程县，并入单县、曹县2县。专区辖9县。1958年，城武县更名成武县；撤销定陶县，并入菏泽、成武2县。同年，撤销菏泽专区，辖县划归济宁专区。1959年，复置菏泽专区，专署驻菏泽县。辖原属济宁专区的菏泽、鄄城、郓城、梁山、巨野、单县、成武、曹县8县。
1960年，撤销菏泽县，改设菏泽市；原属济南市的平阴县划入。1961年，平阴县划归泰安专区；恢复定陶县。1963年，划回原河南省开封专区所属东明县。菏泽专区辖10县。1967年，撤销菏泽专区，改置菏泽地区。
2000年12月，经国务院批准，撤销菏泽地区，设立地级菏泽市，原县级菏泽市改为菏泽市牡丹区。